# Michael von Mossner
Michael von Mossner (* 1947 in Landshut) ist ein deutscher Filmproduzent und Drehbuchautor.
Michael von Mossner begann seine Karriere 1976 bei der Bavaria Film GmbH als Redaktionsassistent für die satirische Fernsehsendereihe Notizen aus der Provinz. 1982 zeichnete von Mossner als Produzent für die in der ARD ausgestrahlte Comedy-Serie Büro, Büro verantwortlich. 1987 wechselte er als stellvertretender Unterhaltungschef zum Südwestfunk, bei dem er unter anderem Formate wie Michael Schanzes Show Flitterabend (ab 1988) und Serien wie Air Albatros (1992/93), Harry & Sunny (1993) und Der Havelkaiser (1994) produzierte.
1994 wechselte von Mossner wieder zurück zur Bavaria Film GmbH. Sein größtes Projekt als Chefproduzent dort war von 1994 bis 2000 die ARD-Seifenoper Marienhof. Parallel übernahm er auch die ARD-Serie Vater wider Willen (1998 und 2001) und produzierte den Fernsehfilm „Typisch Ed!“ (1999).
Von 1998 bis 2002 fungierte Michael von Mossner außerdem zusätzlich als Geschäftsführer der Stuttgarter Maran Film GmbH, für die er die Jugendserie fabrixx und deren ersten 90-Minüter „Nachts, wenn der Tag beginnt“ produzierte. Darüber hinaus war er als Produzent der SWR-Tatorte um Kommissar Bienzle tätig.
2005 wurde gegen von Mossner im Zusammenhang mit verbotener Schleichwerbung insbesondere in der Serie Marienhof ermittelt. Von der Bavaria Film wurde er fristlos entlassen. Seitdem ist Michael von Mossner als freier Produzent für das Kölner Mediennetzwerk BT Cologne tätig. 2006 produzierte er die auf ProSieben ausgestrahlte Telenovela Lotta in Love und im Jahr 2008 die Serie „112 – Sie retten dein Leben“, ausgestrahlt bei RTL.